# Charles Douw van der Krap
Charles Louis Jean François Douw van der Krap (ur. 8 października 1908 w Surabai, zm. 9 grudnia 1995 w Wassenaar) – holenderski wojskowy, oficer Koninklijke Marine (holenderskiej marynarki wojennej), uczestnik II wojny światowej.
Wzięty do niewoli po kapitulacji Holandii w 1940 roku, czternastokrotnie podejmował próby ucieczki z różnych obozów jenieckich. W ostatniej, udanej, zbiegł ze Stanisławowa i z pomocą Armii Krajowej przedostał się do okupowanej Warszawy. Wstąpił w szeregi AK, jednak nie uczestniczył aktywnie w jej działaniach. Obserwował początek powstania warszawskiego. Ewakuowany do Holandii razem z holenderskimi pracownikami warszawskiej fabryki Philipsa, wstąpił do holenderskiego ruchu oporu i walczył w oddziale partyzantów podczas desantu pod Arnhem. Następnie kontynuował karierę w holenderskiej marynarce wojennej. W 1958 roku odszedł z niej w stopniu komandora. W późniejszych latach życia pracował jako egzaminator i nauczyciel. Kawaler Orderu Wojskowego Wilhelma.

## Życiorys

### Młodość
Charles Douw van der Krap urodził się w Surabai na Jawie, w ówczesnych Holenderskich Indiach Wschodnich, był synem plantatora. W 1929 roku ukończył Królewski Instytut Marynarki w Den Helder ze specjalnością nawigatora lotnictwa morskiego i stopniem podporucznika. Służył w Lotnictwie Marynarki Holenderskiej w Indiach Wschodnich do lata 1939 roku, gdy z żoną i dziećmi wrócił do ojczyzny na urlop. Bezpośrednio po powrocie do kraju został zmobilizowany; a 2 września tegoż roku ze stopniem porucznika objął dowództwo starej kanonierki rzecznej „Balder”.

### W niewoli niemieckiej

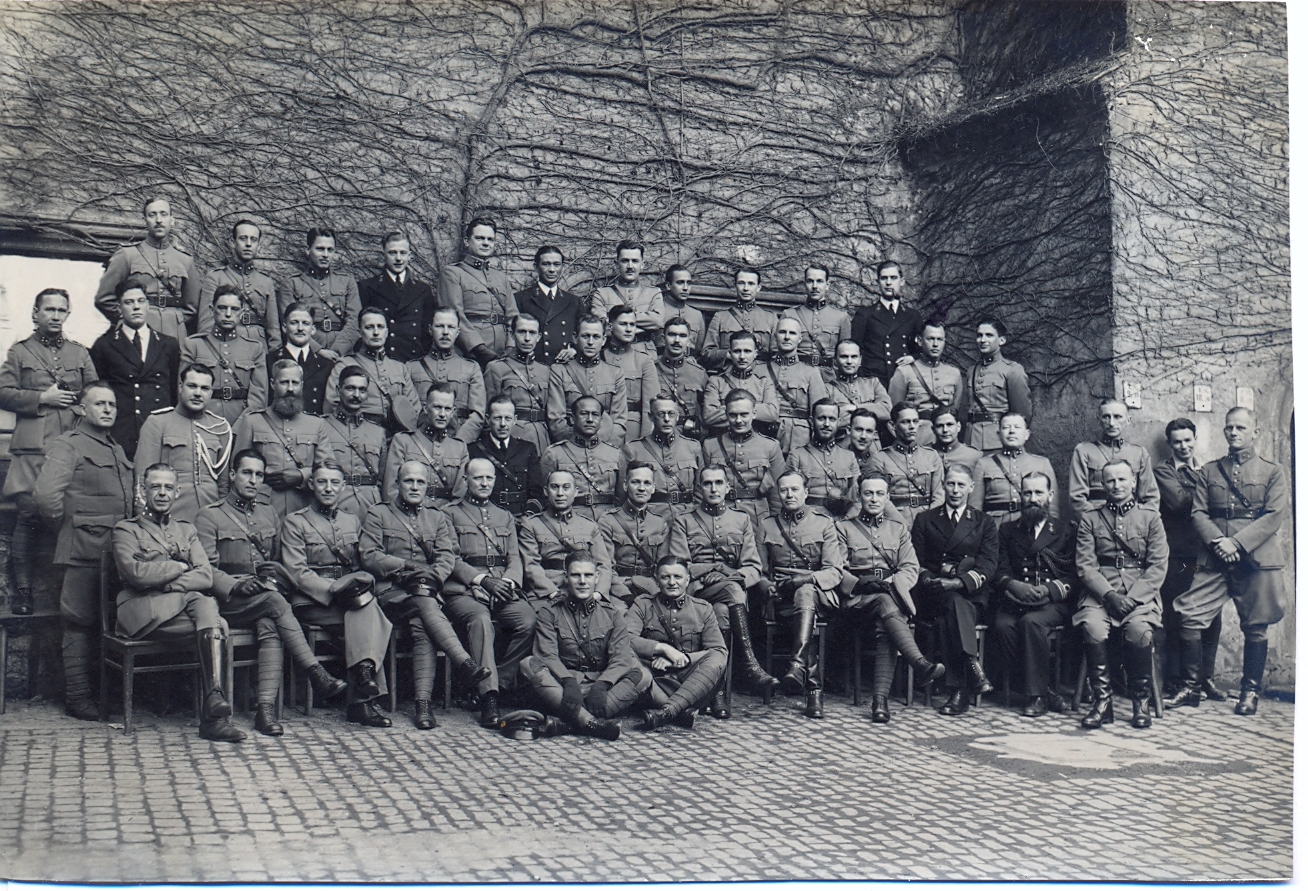
Więźniowie holenderscy w Colditz w 1942 roku. Van der Krap jest szósty od lewej w górnym rzędzie

W momencie agresji niemieckiej w maju 1940 jego statek był w remoncie w suchym doku; on sam natomiast zgłosił się na ochotnika do pobliskiego garnizonu, i jako dowódca pośpiesznie sformowanego oddziału lądowego marynarki, wziął udział w krótkotrwałych walkach na ulicach Rotterdamu (bitwa o Rotterdam – 10–14 maja) w rejonach Beursstation, a później Oude Plantage. Po kapitulacji Holandii próbował uciec do Wielkiej Brytanii, aby kontynuować tam walkę. Odmówił podpisania deklaracji lojalności o niestawianiu dalszego oporu, po której holenderscy wojskowi byli zwalniani z niewoli (Erewoordverklaring). W konsekwencji został aresztowany przez Niemców i przebywał w obozie jenieckim.
W niewoli został awansowany do stopnia komandora podporucznika (1 grudnia 1941 roku). Przebywał między innymi w oflagach VI A Soest, VIII C Juliusburg i IV C Colditz, wielokrotnie podejmując próby ucieczki. Powiodła się czternasta, z obozu w Stanisławowie (Stalag 371), 23 listopada 1943 roku przez podkop wykonany wspólnie z drugim uciekinierem, porucznikiem (późniejszym admirałem) Frederikiem E. Kruiminkiem. Uciekinierzy, kierując się na zachód, dostali się do Dystryktu Krakowskiego w Generalnym Gubernatorstwie, gdzie w Jaśle, pod koniec listopada, skontaktowali się z Armią Krajową.

### W okupowanej Polsce
Dzięki swojemu azjatyckiemu wyglądowi Van der Krap przez pewien czas używał fałszywego dokumentu na tożsamość japońską. Obaj uciekinierzy wyrazili chęć wstąpienia do Armii Krajowej. Dzięki jej pomocy (dokładnie, komórki IKO, która zajmowała się pomocą jeńcom) przedostali się do Warszawy, gdzie dotarli 1 grudnia. Tam na przełomie lat 1943 i 1944 zostali przyjęci do polskiego ruchu oporu, otrzymując żołd. Van der Krap poznał w Warszawie m.in. Zofię Beisertówną, do której plutonu (dowodzonego przez Piotra, inżyniera z Wilna) został początkowo wcielony; a także australijskiego pilota Keitha Chisholma.
Był poszukiwany przez Gestapo po znalezieniu jego dokumentów w miejscu śmierci niemieckiego oficera. W konsekwencji jego aktywność w AK została ograniczona ze względów bezpieczeństwa. Dzięki współpracy z holenderskimi pracownikami warszawskiej fabryki Philipsa uzyskał fałszywą tożsamość i zatrudnienie w fabryce. Później, po przechwyceniu przez Niemców transportu z fabryki Philipsa przeznaczonego dla AK, ukrywał się przez pewien czas w Laskach i Izabelinie. Mimo kontaktów z AK Van der Krap odrzucił propozycję aktywniejszego udziału w polskiej partyzantce, obawiając się m.in. konfliktu między polską partyzantką a siłami radzieckimi – taką możliwość sugerowali niektórzy jego znajomi z polskiego ruchu oporu. Van der Krap uważał, że jako Holender nie może w takim konflikcie wziąć udziału.
Van der Krap rozumiał skomplikowaną sytuację polskiego ruchu oporu, niemniej sam, wraz z kilkoma innymi, ukrywanymi przez AK w Warszawie, żołnierzami z zachodniej Europy, z którymi nawiązał kontakt, wielokrotnie rozważał m.in. ucieczkę przez front do wojsk radzieckich, które, jak mieli nadzieję, przekazałyby ich na Zachód. W pierwszych dniach sierpnia 1944 roku był świadkiem powstania warszawskiego. Jak sam napisał, w powstaniu nie brał aktywnego udziału (nie przydzielono mu broni); poza kopaniem rowu przeciwczołgowego z innymi cywilami, na ulicy Karolkowej. 7 sierpnia oddziały AK wycofały się z terenów fabryki Philipsa, ale została tam większość pracowników holenderskich, w tym Van der Krap. Wkrótce potem, w ramach ewakuacji fabryki, wraz z innymi pracownikami Philipsa został ewakuowany do okupowanej Holandii.

### Powrót na Zachód
Po powrocie do Holandii zaangażował się w działalność holenderskiego ruchu oporu, w oddziale partyzanckim walczył z Niemcami, w czasie operacji Market Garden wspierając alianckich spadochroniarzy w okolicach Arnhem i Oosterbeek, a po jej fiasku wydostał się z okrążenia w nocy z 21 na 22 października 1944 r., i współdziałając z jednostkami angielskimi (1. Dywizja Powietrznodesantowa) pomagał w ewakuacji za Ren wojsk sprzymierzonych (Operacja Pegasus; sam był jednym z ewakuowanych pod koniec, jako że znowu poszukiwało go Gestapo). W Wielkiej Brytanii powrócił do służby we flocie holenderskiej (według niektórych źródeł w stopniu kapitana marynarki), jako oficer krążownika „Jacob van Heemskerck” (w tym czasie remontowanego). Następnie od stycznia 1945 do końca wojny służył na brytyjskim krążowniku „Berwick”. Po zakończeniu wojny nadal służył we flocie holenderskiej. We wrześniu 1945 roku na pokładzie „Jacob van Heemskerck” wrócił na wody azjatyckie, do Holenderskich Indii Wschodnich.
W 1947 został wykładowcą nawigacji morskiej w Krolewskim Instytucie Marynarki Wojennej. Od 1950 do 1952, awansowany do stopnia komandora porucznika, był także doradcą tworzącej się Marynarki Wojennej Indonezji. W 1953 pełnił funkcję szefa wydziału operacyjnego i planowania w Sztabie Głównodowodzącego Sił Morskich. W 1955 awansował do stopnia kapitana morskiego; przez kilka lat, do 1957 był pierwszym oficerem krążownika „De Ruyter”. W 1957 awansował do stopnia komandora; pełnił funkcję dowódcy Floty Rezerwowej Królestwa Holandii. W stan spoczynku przeszedł na własną prośbę w 1958 roku; pracował następnie jako egzaminator w Państwowej Komisji Egzaminacyjnej Oficerów Nawigacyjnych, a następnie, do 1975 roku, jako nauczyciel matematyki.
Zmarł w Wassenaar w 1995 roku.

## Upamiętnienie
W roku 1963 jego imieniem nazwano jedną z ulic w Voorschoten. O jego historii powstał w Holandii film dokumentalny (przed 1972 r.). 
W 1981 roku ukazały się drukiem jego wspomnienia Contra de Swastika (wydanie niemieckie Komm lebend zurück, wenn du kannst, 1991; polskie Przeciw swastyce, 2011). Jego wspomnienia (wydanie niemieckie) pozytywnie zrecenzowała dla „Łambinowickiego Rocznika Muzealnego” Róża Bednorz. Recenzentka napisała, że Van der Krap „ukazuje swoje przeżycia – dobre i złe – spokojnie i rozważnie, opatruje refleksją, nie podkreśla swoich zasług, nie wynosi się ponad innych”; doceniła też język książki i liczne szczegóły, cenne dla historyków.

## Odznaczenia
Był odznaczony między innymi Orderem Wojskowym Wilhelma IV klasy, Medalem Brązowego Lwa, Brązowym Krzyżem, Krzyżem Za Prawo i Wolność, Pamiątkowym Krzyżem Wojennym z klamrami i Krzyżem Pamiątkowym Ruchu Oporu. W 1985 roku odznaczono go Krzyżem Armii Krajowej.
Uzasadnienie Orderu Wilhema, nadanego 17 grudnia 1949 roku, brzmiało: „Odznaczony wyróżnił się w walce wybitnymi aktami odwagi, polityki i lojalności. Po dobrowolnym zgłoszeniu się 10 maja 1940 r. w Rotterdamie do dowodzenia jednostką niewyszkolonych żołnierzy marynarki wojennej, w tym starszych mężczyzn z milicji morskiej, którzy dopiero tego samego dnia stanęli pod bronią, porucznik na morzu Douw van der Krap bez strachu dowodził tą jednostką w rejonach Beursstation, a później Oude Plantage, także gdy w pewnej sekcji wybuchła panika w wyniku jej własnych strat spowodowanych ostrzałem z karabinów maszynowych i moździerzy wroga. Jego wielokrotne próby ucieczki z niemieckiej niewoli w latach 1941–1943, które w końcu udało mu się pod koniec listopada 1943 r., oraz ucieczka do Polski, gdzie był ścigany przez Gestapo, zwłaszcza w związku z eliminacją niemieckiego oficera, gdy został uznany za wyjętego spod prawa, również świadczą o wielkiej odwadze, inicjatywie i wytrwałości. Pomimo chaotycznej i niezwykle niebezpiecznej sytuacji wynikającej z krwawej rewolucji, która wybuchła na początku sierpnia 1944 r. w Warszawie, Douw van der Krap, na prośbę szefa tamtejszych fabryk Philipsa, wziął na siebie dużą odpowiedzialność za fabryki i personel oraz pomógł poprowadzić ewakuację personelu do Holandii. Po powrocie do Holandii we wrześniu 1944 r. ponownie bez lęku i z zapałem brał udział w walkach podziemnego ruchu oporu wraz z brytyjskimi wojskami powietrznodesantowymi w Oosterbeek i okolicach. W bardzo trudnych okolicznościach wydostał się stamtąd w nocy z 21 na 22 października 1944 r. i został przydzielony do grupy 1. Dywizji Powietrznodesantowej na południe od Renkum, przez Ren, do wyzwolonej już części Holandii. Zawsze, nawet w najtrudniejszych okolicznościach, z całkowitym ukryciem się i dbałością o własne interesy, okazywał chęć uczestniczenia w walce z wrogiem".